# Lee Sandman
Lee Sandman ist ein amerikanischer Bühnen- und Filmschauspieler.
1962 spielte er am Coconut Grove Playhouse in Miami, Florida, an der Seite von John Payne in dem späteren Broadway-Stück Tender Loving Care. 1973 trat er in Fort Lauderdale, Florida, in einer Produktion von The Fantasticks auf.
In den 70er und 80er Jahren arbeitete er, hauptsächlich in Nebenrollen besetzt, für das Kino. In der Krimikomödie The Great Masquerade (1974) war er in einer Nebenrolle als Gangster Vito zu sehen. In Der Supercop (1980), wo er von Arnold Marquis synchronisiert wurde, hatte er als Polizeichef McEnroy eine tragende Rolle. In dem Kriminalthriller Das mörderische Paradies (1985) verkörperte er als Verleger Harold Jacoby einen „toughen“ Journalisten und Zeitungsmann.

## Filmographie (Auswahl)
- 1974: Lenny
- 1974: The Great Masquerade
- 1975: Caribe
- 1979: Die Wildschweine sind los!
- 1980: Der Supercop
- 1981: Die Sensationsreporterin
- 1983: An einem Morgen im Mai
- 1985: Das mörderische Paradies
- 1989: Alles auf Sieg